# If It Was You
Az If It Was You Tegan and Sara egyik stúdióalbuma melyet 2002. augusztus 20-án adtak ki. Ez a második albumuk a Vapor Records kiadónal. Ezen kívül az Under Feet Like Ours című albumot is a Vapor Records nál vették föl.
Az If It Was You-t a Factory Studio-ban vették föl, kivéve az "And Darlin This Thing That Breaks My Heart)" című számot, amit Tegan lakásában.

## Számok
1. "Time Running" (Tegan Quin) – 2:11
2. "You Went Away" (T. Quin) – 2:00
3. "Monday Monday Monday" (S. Quin) – 3:18
4. "City Girl" (T. Quin) – 4:02
5. "Not Tonight" (S. Quin) – 2:37
6. "Underwater" (S. Quin) – 2:50
7. "I Hear Noises" (T. Quin) – 3:35
8. "Living Room" (T. Quin) – 2:50
9. "Terrible Storm" (S. Quin) – 3:28
10. "And Darling (This Thing That Breaks My Heart)" (T. Quin) – 1:42
11. "Want to Be Bad" (S. Quin) – 3:55
12. "Don't Confess" (T. Quin) – 4:32
13. "Come On Kids" (T. Quin) – 2:52